# Støvet på en sommerfugls vinge
Støvet på en sommerfugls vinge er en bog skrevet af Bjarne Reuter. Bogen er udgivet på forlaget Branner og Korch i 1979.

## Handling
Bogen handler om en dreng, som hedder Willy Asmussen. Han er en ung, fumlet fyr, der prøver at finde en mening med livet. Den eneste han får hjælp af, og som forstår ham, er hans skøre morfar. Resten af familien består af hans mor, som drikker, "den perfekte far", der alligevel opgiver det hele, og lillebroren Nasser, som kun interesserer sig for fysikforsøg. Han må dele tilværelsen med dem og sine venner. For at finde svaret på livet, må han finde på forkludrede idéer, som ofte er understøttet af hans krigsglade morfar og den mere eller mindre sindssyge dansklærer, Gorm. I bogen rammes Willy af et anfald af spontanitet, med stor begejstring fra Gorms side, som i øvrigt mener, at ungdommen er blevet for sløv. Spontaniteten kommer til Willy, kun fordi han har brug for noget at gå op i. Det fører til en række begivenheder, som bemærkes af mange. Willy kan ikke rigtig blive klog på tilværelsen og spankulerer derfor blot hovedløst rundt. Han kan ikke finde rod noget sted. Ikke engang hans kæreste vil have noget fast! Derfor beslutter han sig til sidst, med morfarens vejledning, for at tage ud i verden for at finde den eftersøgte mening.
| Bog | Spire Denne artikel om bøger og tidsskrifter er en spire som bør udbygges. Du er velkommen til at hjælpe Wikipedia ved at udvide den. |